# Патриархат
Патриарха́т (дословно — «власть отца», др.-греч. πατήρ — «отец» и ἀρχή — «господство, начало, власть», также андрархия, андрократия) — форма социальной организации, в которой мужчины (как группа) являются основными носителями политической власти и морального авторитета, осуществляют контроль над собственностью, а отцы или старшие члены мужского пола в семьях обладают лидирующим положением.
Термин используется как антропологический для обозначения семей или кланов, контролируемых отцом, старшим мужчиной или группой мужчин. В феминистской теории он используется для описания социальных структур, отношений и практик, в которых мужчины доминируют над женщинами и детьми. Господство часто распространяется на различные области, в которых мужчины имеют социальные привилегии, эксплуатируя или угнетая других. Патриархальные общества могут быть патрилинейными или матрилинейными: собственность и титулы могут наследоваться по мужской или женской линии, соответственно. Структуры патриархата исследовались в таких областях, как социализация, семья, домашнее насилие, репродуктивные технологии, трудовая деятельность, культурные репрезентации.
Патриархат связан с различными идеями, формирующими патриархальную идеологию, которая объясняет и оправдывает его и приписывает ему врожденные естественные различия между мужчинами и женщинами или заповеди Бога. Социологи придерживаются разных мнений о том, является ли патриархат социальным продуктом или результатом врожденных различий между полами. Социобиологи сравнивают гендерные роли человека с гендерным поведением других приматов, и некоторые утверждают, что гендерное неравенство возникает, в первую очередь, из-за генетических и репродуктивных различий между мужчинами и женщинами. Сторонники социального конструктивизма оспаривают этот аргумент, утверждая, что гендерные роли и гендерное неравенство являются инструментами власти и стали социальными нормами для сохранения контроля над женщинами. Третьи находят политические и экономические выгоды патриархата для управляющего класса (вне зависимости от того, какой пол превалирует в нём).
В истории человечества патриархат проявлялся в общественной, правовой, политической и экономической организации различных культур. Патриархат также оказывает влияние на современное человечество, хотя многие культуры в течение XX века перешли к более эгалитарному общественному устройству. По утверждению социолога Э. Гидденса, «все известные общества являются патриархальными, хотя степень патриархальности и природа власти мужчин над женщинами различаются». Однако социолог Эйстейн Холтер характеризует положение мужчин в гендерной иерархии скорее как смешанное, но не как чисто доминирующее, поэтому как патриархальный дивиденд, так и издержки мужчин могут варьироваться, а женщины не всегда являться подчинённым полом. Существует позиция, что патриархат — это некорректный термин для описания гендерно-неравной системы, ибо хотя он учитывает мужские привилегии, он не учитывает мужских уязвимостей, а также предполагает бинарность пола. В современной антропологии и социологии cложился консенсус о том, что, хотя власть в обществе часто принадлежит тому или иному полу, патриархат не является культурной универсалией, как считалось ранее.

## Определение и употребление
Понятие «патриархат» буквально означает «власть отца» и происходит от др.-греч. πατριάρχης — «отец народа» или «вождь народа», «патриарх», — в свою очередь, образованного от πατριά «происхождение» (от πατήρ — «отец» — и ἄρχω — «правлю»).
Ранее понятие «патриархат» использовалось для обозначения автократической власти мужчины — главы семьи. В современности его употребляют более широко, как обозначение социальных систем, в которых власть находится преимущественно в руках взрослых мужчин.

## Теории возникновения

### Биологическая
Свидетельства других приматов о мужском сексуальном принуждении и женском сопротивлении этому указывают на то, что сексуальные конфликты интересов, лежащие в основе патриархата, предшествуют появлению человеческого рода. За доминантное, агрессивное и сексуальное поведение отвечает гормон тестостерон, в среднем у взрослых мужчин уровень тестостерона примерно в 7—8 раз выше, чем у взрослых женщин. Поскольку метаболизм тестостерона у мужчин больше, суточная выработка у мужчин примерно в 20 раз выше. Есть две теории о роли тестостерона в агрессии и конкуренции среди мужчин. Первая гипотеза Challenge гласит, что тестостерон будет увеличиваться в период полового созревания, способствуя тем самым репродуктивному и конкурентному поведению, которое будет включать агрессию в результате эволюции. Таким образом, это проблема конкуренции в отношении тестостерона среди мужчин этого вида, которая способствует агрессии и насилию. Проведённые исследования выявили прямую корреляцию между тестостероном и доминированием, особенно среди наиболее жестоких преступников в тюрьме, которые имели самые высокие уровни тестостерона. В том же исследовании также было установлено, что отцы (находящиеся вне конкурентной среды) имели самый низкий уровень тестостерона по сравнению с другими мужчинами. Вторая теория также похожа и известна как эволюционная нейроандрогенная (ЭНА) теория мужской агрессии. Тестостерон и другие андрогены эволюционировали, чтобы быть конкурентоспособными даже в том случае, если они представляют опасность для причинения вреда другим. Таким образом, люди с повышенными показателями маскулинности в результате пренатальной и взрослой жизни тестостерона и андрогенов повышают свои способности приобретения ресурсов, чтобы выживать, привлекать самок и как можно больше взаимодействовать с товарищами. Таким образом, преступность можно рассматривать как крайнюю форму адаптации для получения статуса и получения дополнительных ресурсов. Многие другие исследователи согласились с этим и заявили, что преступное поведение является выражением конкуренции между мужчинами в спаривании и поиске ресурсов, поскольку существует огромная взаимосвязь между преступниками и отцовскими детьми в более молодом возрасте.
Из этого, в теории, следует что тестостерон стимулирует доминантное, агрессивное поведение, поэтому большинство насильственных преступлений совершается мужчинами. Более того такие атрибуты как борода и низкий голос (которые также развиваются из-за выработки тестостерона), вероятно появились для более успешного конкурентного поведения мужчин, так как мужчины с бородой и низким голосом считаются более доминантными по сравнению с чисто выбритыми мужскими лицами и высокими голосами, а значит имеют больше шансов получить высокий статус, и увеличить свой репродуктивный успех.

### В христианстве
Французский историк Пьер Весперини считает, что патриархат в сегодняшнем понимании, начинается с христианизации. Хотя все известные общества патриархальны, но только европейская культура дополнила эту иерархию уникальной системой принижения женщин и ненависти к ним. Считалось, что женщина неразрывно связана с плотью, а значит, и с грехопадением. По мнению Весперини, яснее всего — особенно на контрасте с античной культурой — это принижение женщин проявилось в нападках церковников на женскую красоту. По словам Весперини то, чему Античность буквально поклонялась — богини были прекрасны, и красивая девушка сразу же вызывала мысль о божестве, решившем провести некоторое время среди смертных, — христианская церковь преследовала с непримиримой ненавистью. По этой причине в житиях святых женщины так часто стремятся изуродовать себя, чтобы присоединиться к Христу. Святая Бригитта Ирландская выкалывает себе глаза, чтобы избежать замужества; блаженная Одетта Брабантская отрезает себе нос, говоря, что хочет «разрушить красоту своего лица».

## Общие сведения
Патриархат характеризуется, в частности, такими обобщёнными в единство признаками, как патрилинейность (счёт происхождения детей, родства и наследования по линии отца), патрилокальность (проживание жены в семье или доме мужа, выбор места проживания семьи мужем), моногамия (двуродительская семья) или полигиния (многожёнство), но не семья с несколькими мужьями, упорядоченные половые связи мужа с одной женщиной (женой) при единобрачии или упорядоченные половые связи мужа с несколькими жёнами при многожёнстве, сосредоточенность прав по распоряжению имуществом и экономической жизнью семьи в руках мужчины (домовладыки). Особенности этих признаков, позволяют применять понятие патриархат в отношении всех традиционных обществ.
Особенность российского варианта патриархального мировоззрения — недопустимость быть жертвой. Из-за этого жертва в российском патриархальном обществе обвиняется в том, что стала объектом нападения или унижения.

## История
Существует теория, опирающаяся на статистические данные антропологии, утверждающая, что большинство первобытных обществ охотников и собирателей были относительно эгалитарными, а гендерные роли не были связаны с полом; впрочем, широкая распространенность гендерного равенства в первобытных сообществах сомнительна. Патриархальные социальные структуры появились значительно позже окончания плейстоценовой эры, вслед за такими социальными и технологическими новшествами, как земледелие и одомашнивание. Исторические исследования, однако, пока не обнаружили конкретного инициирующего события. Тем не менее, философская концепция патриархата поддерживается рядом исследователей. Некоторые учёные считают, что распространение патриархата началось около 6000 лет назад (около 4000 года до нашей эры), когда сложилось понятие отцовства.
Философская концепция патриархата определяет господство мужчин над женщинами на Ближнем Востоке, начиная приблизительно с 3100 г. до нашей эры, так же как и ограничение репродуктивной свободы женщин[нейтральность?] и исключение их из процесса представления и конструирования истории[нейтральность?].
Знаменитый греческий полководец Менон в одноимённом диалоге Платона обобщает господствовавшее в Древней Греции представление о качествах мужчин и женщин: «Для начала возьмём, если хочешь, добродетель мужчины: легко понять, что его добродетель в том, чтобы справляться с государственными делами, благодетельствуя при этом друзьям, а врагам вредя и остерегаясь, чтобы самому от кого не испытать ущерба. А если хочешь взять добродетель женщины — и тут нетрудно рассудить, что она состоит в том, чтобы хорошо распоряжаться домом, блюдя всё, что в нём есть, и оставаясь послушной мужу».
Древнегреческий философ Платон в своих текстах придерживался «интеллектуальной мизогинии» и рассуждал о женском поле как о неполноценном. Его ученик Аристотель также описывал женщин как морально, интеллектуально и физически неполноценных по сравнению с мужчинами. Аристотель рассматривал женщин как собственность мужчин, утверждал, что роль женщин в обществе — рожать детей и служить мужчинам в доме, и считал господство мужчин над женщинами естественным и добродетельным.
Древний Рим также был патриархален: pater familias (с лат. — «отец семейства») по закону имел одинаковую власть над женой, детьми, рабами и вещами. Впрочем, это не противоречило законам, защищающим женщин (например, смертельная казнь для мужчин-насильников и отсутствие любого наказания для жертв изнасилования).
До нас не дошли философские тексты Древнего Египта, но Геродот оставил свидетельства о том, что был поражён отличиями роли египтянок от роли афинянок. Он заметил, что египтянки ходили на рынок и занимались торговлей. В Египте женщина среднего сословия имела право участвовать в местном суде, покупать и продавать недвижимость, наследовать и передавать по завещанию имущество. Женщины также могли получать ссуды и заверять юридические документы.
Однако греческое влияние распространилось с завоеваниями Александра Македонского, который был учеником Аристотеля.
С внедрением аналитических методов в археологические исследования с конца XX века и особенно в XXI веке учёные обнаружили несоответствие между общепризнанными представлениями и материальными свидетельствами, что привело к пересмотру прежних представлений о главенстве мужчины в человеческой цивилизации с эпохи неолита. В частности, археологи обнаружили, что часть богатых могил, идентифицированных ранее как мужские, содержат останки женщин. Среди таких захоронений встречаются могилы как богатых властных знатных женщин, так и воинские могилы женщин. Благодаря этим свидетельствам всеобщее наступление патриархата оказывается существенно более поздним, чем представлялось ранее. Такие находки вызывают много критики, которая основана на стереотипном представлении о том, что воинами могли быть только мужчины и, в целом, на неприятии критиками факта о возможном главенстве женщины в обществе. Такие критики голословно обвиняют учёных в подделке результатов генетических исследований.

## В феминизме
В большинстве феминистских теорий патриархат воспринимается не только как философское понятие, но носит ещё и черты этических ориентиров — рассматривается как несправедливая социальная система, подавляющая женщин и ограничивающая их социальные роли под набор определённых критериев. Согласно феминизму, происходящее в патриархате — это конструирование различий между маскулинностью и фемининностью является политическим различием между свободой и подчинением. Как правило, феминизм описывает патриархат как социальный конструкт, который можно преодолеть при помощи критического анализа его проявлений. И поскольку понятие патриархата остаётся философским, то идеология пытается осмыслить его в разных выгодных целях, преследуемых объединёнными в движение людьми. Так провозглашается, что одной из ключевых проблем патриархата является то, что он стирает личностные качества как женщин, так и мужчин, вгоняя их в рамки «женственного» и «мужественного» поведения. При этом гегемонная маскулинность основывается на насилии и признании, выступая в патриархальном обществе желаемым «нормативным» образцом и идеалом маскулинности. К токсичной маскулинности относятся формы[уточнить] мужского поведения, причиняющие вред обществу, такие как мизогиния, гомофобия и прочие. В результате такой трактовки ключевых проблем патриархата возникают множественные к ней дополнения, позволяющие конструировать философские воззрения, декларирующие существование в обществе систем, ориентированных на дискриминацию людей на основе пола.
Цисгетеропатриархатом (англ. cisheteropatriarchy) в феминистской теории называется социально-политическая система, при которой цисгендерные гетеросексуальные мужчины имеют преимущество над другими гендерами и сексуальными ориентациями. Цисгетеропатриархат, как идеологическая система, насаждает нормативные установки о том, как должен выглядеть и вести себя гетеросексуальный мужчина, маргинализует женщин и женственность, а также все трансгендерные и гендерно-неконформные тела, бросающие вызов бинарной гендерной системе.

## Патриархальная семья
Патриархальная семейная община состояла из 3—5 поколений родственников по отцовской линии часто адаптированных в семью в разной степени зависимых людей (пример Патриархальное рабство). Численность семьи могла доходить до 250—300 человек. Управлял семьёй старший мужчина, имеющий неограниченную власть. Часто руководя совместно с семейным советом. Женским хозяйством управляла старшая женщина.
Ранее считалось, что исторически патриархальная семья — это форма семьи, сменившая матриархальную семью. Однако большинство современных исследователей считает, что патриархат господствовал и на ранних стадиях развития человеческого общества.
Патрилинейность связана с правом мужчины на детей, правом распоряжаться ими по усмотрению мужчины-отца (патриарха), в отличие от аналогичного права женщины-матери при матриархате.
Многие древние и современные явления в патриархальных обществах воспринимаются сегодня как недопустимые.
В некоторых культурах, например, жена считалась «собственностью» мужа. Поскольку жена являлась имуществом мужа, а дочь являлась имуществом отца, у многих народов сам брак представлял собой «покупку» невесты женихом у её отца с уплатой ему стоимости женщины — так называемый «выкуп невесты» (калым). У некоторых народов женщина теряла своё имя и называлась по имени мужа.
Выйти замуж можно было лишь раз в жизни для женщины, однако на мужчин данное правило не распространялось. После смерти мужа вдовы оставались не нужными обществу, так как не могли больше выйти замуж, и часто должны были последовать в мир иной за супругом. Практика самосожжений вдов до сих пор существует в Индии (сати), подобные обряды наблюдались в Китае, у древних германцев и славян.
Работать вне дома или учиться в некоторых патриархальных обществах женщинам считается нежелательным или запрещается.